# Lori Harrigan
Lori Harrigan, nach Heirat Lori Mack (* 5. September 1970 in Anaheim, Kalifornien), ist eine ehemalige Softballspielerin aus den Vereinigten Staaten, die drei olympische Goldmedaillen gewann.

## Karriere
Lori Harrigan studierte an der University of Nevada, Las Vegas.
In der Nationalmannschaft spielte sie von 1992 bis 2004. In dieser Zeit gewann sie drei Weltmeistertitel 1994, 1998 und 2002, wobei Harrigan 1998 im Spiel gegen Neuseeland neun Strikeouts warf und einen Shutout erreichte. Bei den Panamerikanischen Spielen gewann sie mit ihrem Team 1995, 1999 und 2003.
1996 war Softball erstmals Bestandteil des olympischen Programms. Beim Turnier in Atlanta gewann das Team aus den Vereinigten Staaten in der Vorrunde sechs von sieben Spielen und unterlag nur den Australierinnen. Nach zwei Siegen gegen die Chinesinnen waren die Spielerinnen aus den Vereinigten Staaten Olympiasiegerinnen. Harrigan wirkte im Spiel gegen Taiwan als Pitcherin mit.
Vier Jahre später beim Olympiaturnier 2000 in Sydney unterlag das Team aus den Vereinigten Staaten in der Vorrunde den Japanerinnen, den Chinesinnen und den Australierinnen. In der Finalrunde besiegte das US-Team alle drei Mannschaften, gegen die vorher verloren wurde. Damit verteidigten die Amerikanerinnen ihre olympische Goldmedaille erfolgreich. Harrigan spielte zweimal als Pitcherin.
2004 in Athen waren mit Leah Amico, Laura Berg, Lisa Fernandez und Lori Harrigan vier Spielerinnen dabei, die bereits zweimal Olympiasiegerin geworden waren. Die Mannschaft aus den Vereinigten Staaten gewann diesmal alle neun Spiele, im Finale unterlagen die Australierinnen mit 1:5. Harrigan war dreimal als Pitcherin dabei. Harrigan wirkte bei keinem ihrer Olympiasiege im Finale mit, in entscheidenden Spielen war immer Lisa Fernandez die Pitcherin.
Nach ihrer aktiven Laufbahn wurde Harrigan Sicherheitschefin im Mandarin Oriental in Las Vegas.